# Lasja Salukvadze
Lasja Salukvadze (georgiska: ლაშა სალუქვაძე) född 21 december 1981 i Tbilisi, i dåvarande Georgiska SSR, är en georgisk fotbollsspelare. För närvarande spelar han för den azerbajdzjanska klubben Inter Baku. Han har tidigare spelat för Rubin Kazan och FK Volga Nizjnij Novgorod. 
Internationellt har Salukvadze spelat 37 matcher för Georgiens herrlandslag i fotboll och på dessa matcher gjort ett mål. I VM-kvalen till 2006 respektive 2010 års mästerskap spelade han 11 matcher.